# Matija Šarkić
Matija Šarkić (ur. 23 lipca 1997 w Grimsby, zm. 15 czerwca 2024 w Budvie) – czarnogórski piłkarz angielskiego pochodzenia, który występował na pozycji bramkarza. W latach 2019–2024 dziewięciokrotny reprezentant Czarnogóry. 

## Kariera klubowa
Šarkić przeszedł przez akademie Anderlechtu oraz Aston Villi. Podczas pobytu w Aston Villi spędził czas na wypożyczeniu w kilku brytyjskich klubach: Wigan Athletic, gdzie zadebiutował w Football League; klubach z niższych lig, takich jak Stratford Town i Havant & Waterlooville; oraz Livingston ze Scottish Premiership. W 2020 roku podpisał kontrakt z Wolverhampton Wanderers, gdzie był wypożyczany do Shrewsbury Town, Birmingham City oraz Stoke City. W 2023 roku dołączył do Millwall w EFL Championship, w którym został pierwszym bramkarzem. W sezonie 2023/2024 wystąpił w 33 meczach dla klubu, a sam zespół zakończył rozgrywki na trzynastym miejscu w tabeli.

## Kariera reprezentacyjna
Reprezentował barwy reprezentacji Czarnogóry, również tych młodzieżowych. W seniorskiej kadrze zadebiutował 19 listopada 2019 w wygranym 2:0 meczu z reprezentacją Białorusi. Ostatni mecz przed śmiercią rozegrał 5 czerwca 2024 roku (przegrany 0:2 towarzyski pojedynek z Belgią). Šarkić został najlepszym zawodnikiem meczu, obronił 9 strzałów.

## Statystyki

### Klubowe
| Klub                                  | Sezon              | Liga                                     | Liga  | Liga | Puchar narodowy | Puchar narodowy | Puchar ligi | Puchar ligi | Inne  | Inne | Razem | Razem |
| Klub                                  | Sezon              | Liga                                     | Mecze | Gole | Mecze           | Gole            | Mecze       | Gole        | Mecze | Gole | Mecze | Gole  |
| ------------------------------------- | ------------------ | ---------------------------------------- | ----- | ---- | --------------- | --------------- | ----------- | ----------- | ----- | ---- | ----- | ----- |
| Aston Villa                           | 2017/2018          | Championship                             | 0     | 0    | 0               | 0               | 0           | 0           | 0     | 0    | 0     | 0     |
| Aston Villa                           | 2018/2019          | Championship                             | 0     | 0    | 0               | 0               | 0           | 0           | 0     | 0    | 0     | 0     |
| Aston Villa                           | 2019/2020          | Premier League                           | 0     | 0    | 0               | 0               | 0           | 0           | 0     | 0    | 0     | 0     |
| Aston Villa                           | Ogólnie            | Ogólnie                                  | 0     | 0    | 0               | 0               | 0           | 0           | 0     | 0    | 0     | 0     |
| Wigan Athletic (wypożyczenie)         | 2017/2018          | League One                               | 0     | 0    | 2               | 0               | 0           | 0           | 1     | 0    | 3     | 0     |
| Stratford Town (wypożyczenie)         | 2018/2019          | Southern League Premier Division Central | 6     | 0    | 0               | 0               | —           | —           | 1     | 0    | 7     | 0     |
| Havant & Waterlooville (wypożyczenie) | 2018/2019          | National League                          | 1     | 0    | 0               | 0               | —           | —           | 0     | 0    | 1     | 0     |
| Livingston (wypożyczenie)             | 2019/2020          | Scottish Premiership                     | 14    | 0    | 0               | 0               | 4           | 0           | 0     | 0    | 18    | 0     |
| Wolverhampton Wanderers               | 2021/2022          | Premier League                           | 0     | 0    | 0               | 0               | 0           | 0           | —     | —    | 0     | 0     |
| Wolverhampton Wanderers               | 2022/2023          | Premier League                           | 0     | 0    | 1               | 0               | 2           | 0           | —     | —    | 3     | 0     |
| Wolverhampton Wanderers               | Ogólnie            | Ogólnie                                  | 0     | 0    | 1               | 0               | 2           | 0           | 0     | 0    | 3     | 0     |
| Shrewsbury Town (wypożyczenie)        | 2020/2021          | League One                               | 26    | 0    | 2               | 0               | 0           | 0           | 1     | 0    | 29    | 0     |
| Birmingham City (wypożyczenie)        | 2021/2022          | Championship                             | 23    | 0    | 0               | 0               | —           | —           | —     | —    | 23    | 0     |
| Stoke City (wypożyczenie)             | 2022/2023          | Championship                             | 8     | 0    | 0               | 0               | —           | —           | —     | —    | 0     | 0     |
| Millwall                              | 2023/2024          | Championship                             | 32    | 0    | 1               | 0               | 0           | 0           | —     | —    | 33    | 0     |
| Ogólnie w karierze                    | Ogólnie w karierze | Ogólnie w karierze                       | 110   | 0    | 6               | 0               | 6           | 0           | 3     | 0    | 125   | 0     |

### Reprezentacyjne
| Reprezentacja | Rok     | Występy | Gole |
| ------------- | ------- | ------- | ---- |
| Czarnogóra    | 2019    | 1       | 0    |
| Czarnogóra    | 2020    | 0       | 0    |
| Czarnogóra    | 2021    | 4       | 0    |
| Czarnogóra    | 2022    | 1       | 0    |
| Czarnogóra    | 2023    | 1       | 0    |
| Czarnogóra    | 2024    | 2       | 0    |
| Ogólnie       | Ogólnie | 9       | 0    |

## Sukcesy

### Aston Villa U23
- Premier League Cup: 2017/2018[10]

### Indywidualne
- Piłkarz Sezonu Birmingham City: 2021/2022[11]

## Życie prywatne
Šarkić urodził się w Anglii, w Grimsby, w hrabstwie Lincolnshire. Jego ojciec Bojan Šarkić w październiku 2017 roku pełnił funkcję ambasadora Czarnogóry przy Unii Europejskiej. Wcześniej był ambasadorem w Wielkiej Brytanii i w Belgii. Jego matka, Natalie Šarkić-Todd, pracowała w europejskiej sieci mediowej. Matija miał bliźniaczego brata, Olivera Šarkicia, z którym grał w Anderlechcie.

## Śmierć
Wczesnym rankiem 15 czerwca 2024 roku Sarkic zemdlał w mieszkaniu w Budvie, Czarnogóra. Jego długoletnia partnerka Phoebe, były kolega z Aston Villi Oscar Borg, oraz dziewczyna Borga wezwali karetkę. Ta ostatnia, będąca pielęgniarką, przeprowadziła resuscytację krążeniowo-oddechową do czasu przybycia karetki, a ratownicy kontynuowali próby reanimacji, jednak bez powodzenia. Rodzina została poinformowana, że przyczyną jego śmierci była nagła niewydolność serca. Został uznany za zmarłego około godziny 6:30 rano czasu lokalnego. Kondolencje złożył m.in. prezydent FIFA Gianni Infantino pisząc list do Związku Piłki Nożnej Czarnogóry.

## Upamiętnienie
W lipcu 2024 roku Millwall ogłosił, że zastrzeże numer 20 na koszulce na cześć Sarkicia.